# Kámen mudrců (Yourcenarová)
Kámen mudrců (ve francouzském originále L'Œuvre au noir) je román belgicko-francouzské spisovatelky Marguerite Yourcenarové z roku 1968. Jeho děj se soustředí na život lékaře, filozofa, vědce a alchymisty Zenona, který se narodil v Bruggách v období renesance. Kniha vyšla ve Francii v roce 1968 a setkala se s okamžitým zájmem čtenářů i kritiky a v roce vydání získala jednomyslně cenu Prix Femina. Belgický režisér André Delvaux ji v roce 1988 adaptoval do filmové podoby.
Děj románu se odehrává především ve Flandrech 16. století, v období začínajícího raného novověku, v době rozkvětu kapitalistického hospodářství, obnoveného přístupu k vědám, náboženských otřesů a krvavé protireformace, na pozadí neustálých válek mezi zeměmi a plíživého chaosu černé smrti. V tomto prostředí je hlavní postava Zeno vykreslen jako renesanční člověk s velkou inteligencí a talentem, jehož svoboda myšlení naráží na omezenost jeho doby.
Francouzský název L'Oeuvre au noir odkazuje na první krok (nigredo) ze tří kroků, jejichž splnění je nutné k dosažení opus magnum v alchymistické disciplíně, jejímž konečným cílem je přeměna méněcenných kovů ve zlato nebo vytvoření kamene mudrců.
Slovy autorky: „V alchymistických traktátech označuje formule L'Oeuvre au Noir údajně nejobtížnější fázi alchymistického procesu, oddělení a rozpuštění látky. Dodnes není jasné, zda se tento termín vztahoval na odvážné experimenty se samotnou hmotou, nebo zda byl chápán jako symbol zkoušek mysli při odhazování všech forem rutiny a předsudků. Nepochybně znamenal střídavě jeden nebo druhý význam, nebo možná oba současně.“
Formule „L'Œuvre au noir“ označuje v alchymii první ze tří fází, jejichž splnění je nezbytné k dokončení opus magnum (Velkého díla). Podle tradice totiž alchymista musí postupně vykonávat práci černou, bílou a nakonec červenou, aby mohl provést transmutaci olova ve zlato, získat kámen mudrců nebo vyrobit všelék. Jiný, duchovnější, význam však mluví o transmutaci člověka, nikoliv jeho hmotné, ale spirituální složky tak, aby se co nejvíce přiblížil Bohu.

## Děj
Nemanželský syn Zeno je adoptován Ligreovými, bohatou bankéřskou rodinou z Brugg. Zeno se zříká pohodlné kněžské kariéry a ve dvaceti letech odchází z domova hledat pravdu. V mládí po odchodu z Brugg lačně hledá poznání a putuje po cestách Evropy i mimo ni, přičemž za sebou zanechává téměř legendární – ale také nebezpečnou – pověst génia díky svým vědeckým úspěchům – a také hněv křesťanských autorit kvůli svým ateistickým postojům.
Zenonovo putování ho zavede z rodných Brugg až na dvůr Gustava Vasy, jehož nešťastného syna Erika vychovává, do Louvru královny Kateřiny, kde se setkává s travičem Cosimem Ruggerim, a také do zemí Osmanské říše, pro jejíž námořnictvo zkonstruuje základní plamenomet. Zenova matka Hilzonda se mezitím zapojí do anabaptistického hnutí a je svědkem münsterského povstání a jeho potlačení vojsky pod vedením biskupa Waldecka.
Zenonův bratranec Jindřich Maxmilián jde jinou cestou. Jako mladý muž se dobrovolně přihlásí do armády Francouzského království a hledá romantický život plný dobrodružství. Celý život prožije jako voják a přežije mnoho střetnutí včetně děsivé bitvy u Ceresole, během níž je sražen kulkou z arkebuzy a málem zemře. Později popisuje Zenonovi „černou díru“, kterou zahlédl u Ceresole, než byl oživen. O několik let později je Jindřich Maxmilián náhle zabit při přepadení císařskou armádou během obléhání Sieny. Jeho kniha básní je s ním pohřbena v mělkém hrobě a zanechává po sobě pouze nápis vytesaný do okraje Fontebrandy na počest šlechtické signory Piccolomini, kterou miloval.
Zeno se nakonec vrací do Brugg pod falešným jménem a svěřuje se pouze svému příteli a kolegovi ateistovi Janu Myersovi. Když je jeho mladý pomocník Cyprián přistižen při nezákonném adamitském kultu, je Zenova pravá identita odhalena a on je odsouzen k upálení na hranici, mimo jiné za zločin ateismu. Než může být upálen, Zeno se ve vězení zabije tak, že si propašovanou břitvou přeřízne žíly.